# Гінецинський Олександр Григорович
Олександр Григорович Гінецинський (29 листопада 1895, Вологда, Вологодська губернія, Російська імперія — 20 жовтня 1962, Ленінград, СРСР) — радянський фізіолог, учень Леона Орбелі.

## Біографія
Народився 29 листопада 1895 року в Вологді.
У 1922 році закінчив 1-й Ленінградський медичний інститут.
З 1932 по 1951 рік обіймав посаду завідувача кафедри фізіології Ленінградського медичного педіатричного інституту.
з 1951 по 1955 рік обіймав посади завідувача кафедри фізіології Новосибірського медичного інституту.
З 1955 по 1962 рік працював у Інституті еволюційної фізіології АН СРСР (1958—1960 рік обіймав посаду директора цього інституту).
Помер 28 жовтня 1962 року в Ленінграді.

## Науковий доробок
Основні наукові дослідження присвячені фізіології вегетативної нервової системи і механізм регуляції водно-сольового обміну.
Встановив, що стомлений скелетний м'яз відновлює свою працездатність при подразненні його симпатичного нерва (феномен Орбелі-Гінецинського).
Виявив основні закономірності еволюції нервово-м'язового з'єднання.
Автор понад 115 наукових робіт, у числі яких 2 монографії, присвячені головним чином фізіології нервово-м'язової системи, дихання і нирок.

## Членство в організаціях
- Член-кореспондент АМН СРСР (1946-62)

## Нагороди та премії
- Орден Трудового Червоного Прапора (1945)
- Премія імені Л. А. Орбелі АН СРСР (1965) — за монографію «Физиологические механизмы водно-солевого равновесия»